# Franklin Chang-Diaz
Franklin Ramón Chang Díaz (n. 5 aprilie 1950, San José, Costa Rica) este un astronaut (pensionat în iulie 2005) și un fizician costarican. A terminat șapte misiuni spațiale între 1986 și 2002. El a fost primul astronaut costarican al NASA fără descendență din SUA, și unul dintre bărbații cu cele mai multe misiuni. Distribuiți numărul record de călătorii în spațiu la bordul navetei spațiale, cu un total de șapte misiuni de la NASA. El este, de asemenea, unul dintre membrii NASA Hall of Fame.